# باول سميث (لاعب كرة قاعدة)
باول سميث (بالإنجليزية: Paul Smith)‏ هو لاعب كرة قاعدة أمريكي، ولد في 19 مارس 1931 في نيو كاسل في الولايات المتحدة.